# Trzej muszkieterowie (film 1939)
Trzej muszkieterowie (ang. The Three Musketeers) – amerykański film kostiumowy z 1939 roku, będący połączeniem komedii i filmu muzycznego. Adaptacja powieści Aleksandra Dumasa o tym samym tytule.

## Obsada
- Don Ameche – D’Artagnan
- Ritz Brothers – Three Lackeys
- Binnie Barnes – Milady De Winter
- Gloria Stuart – królowa Anna
- Pauline Moore – Konstancja
- Joseph Schildkraut – król Ludwik XIII
- John Carradine – Naveau
- Lionel Atwill – De Rochefort
- Miles Mander – kardynał Richelieu
- Douglass Dumbrille – Atos
- John 'Dusty' King – Aramis
- Russell Hicks – Portos
- Gregory Gaye – Vitray
- Lester Matthews – książę Buckingham
- Egon Brecher – Landlord
- Moroni Olsen – Bailiff
- Georges Renavent – kapitan Fageon
- C. Montague Shaw – kapitan statku